# Шёнберг-Лахталь
Шёнберг-Лахталь (нем. Schönberg-Lachtal) — коммуна (нем. Gemeinde) в Австрии, в федеральной земле Штирия.
Входит в состав округа Мурау. Население составляет 456 человек (на 31 декабря 2005 года). Занимает площадь 42,03 км². Официальный код — 6 14 29.

## Политическая ситуация
Бургомистр коммуны — Йоханн Шмидхофер по результатам выборов 2011 года.
Совет представителей коммуны (нем. Gemeinderat) состоит из 9 мест.
- АНП занимает 9 мест.